# WD 1145+017
WD 1145+017 eller EPIC 20153164, är en ensam stjärna i mellersta delen av stjärnbilden Jungfrun. Den har en skenbar magnitud av ca 17,0 och kräver ett kraftfullt teleskop för att kunna observeras. Baserat på parallaxmätning på ca 6,9 mas, beräknas den befinna sig på ett avstånd på ca 570 ljusår (ca 174 parsek) från solen. Stjärnan är den första vita dvärgen som observerats med en transiterande planet i omlopp.

## Egenskaper
WD 1145+017 är en vit dvärgstjärna av spektralklass DB. Den har en massa som är ca 0,63 solmassa, en radie som är ca 0,02 solradie (ca 1,4 jordradie) och en effektiv temperatur av ca 15 000 K. Stjärnan innehåller starka absorptionslinjer av magnesium, aluminium, kisel, kalcium, järn och nickel. Dessa grundämnen, som vanligtvis finns i stenplaneter, förorenar stjärnans yta och förväntas normalt blandas in genom stjärnan och försvinna ur sikte efter en miljon år.
Ett stoftmoln och skiva (troligen från sönderfallande asteroider, belägna inom 97 till 103 stjärnradiers avstånd och avger termisk infraröd strålning) omger stjärnan. Dessutom omges stjärnan av en gasskiva (belägen på ca 25 till 40 stjärnradiers avstånd och genomgår relativistisk precession med en period av ca 5 år).
Baserat på nyligen (2018) genomförda studier och beräkningar tror man att stjärnan ursprungligen var en tidig stjärna i huvudserien av spektraltyp A med en massa på cirka 2,46 solmassor och kvar som sådan i uppskattningsvis 550 miljoner år. Efter förbrukning av vätet i dess kärna, utvecklades den och expanderade till en röd jätte innan den så småningom kastade ut sina yttre sikt och drog ihop sig till en vit dvärg och har gradvis svalnat under de senaste 224 miljoner åren. Detta ger stjärnan en uppskattad total ålder på cirka 774 miljoner år.

## Planetsystem
Den förmodade planetesimalen, WD 1145+017 b, med en omloppsperiod på 4,5 timmar, slits sönder av stjärnan och är en rest av det tidigare planetsystemet som stjärnan var värd för innan den blev en vit dvärg. Det är den första observationen av ett planetariskt objekt som strimlas av en vit dvärg. Flera andra stora bitar har också setts i omloppsbana. Alla de olika större bitarna har omloppsperiod på 4,5 till 4,9 timmar. Stenmaterial faller ner på stjärnan och visar sig i stjärnans spektrum. Systemet upptäcktes av rymdteleskopet Kepler i dess utökade K2-uppdrag. Även om systemet inte var ett mål av intresse, var det inom synfältet för observationerna, och analys av observerade data avslöjade systemet.  
Överskott av infraröd strålning tyder på att det finns en stoftskiva med en temperatur på 1 150 K (880 °C). Stödjande observationsdata, tillsammans med data från Chandra-röntgenobservatoriet, hittades också relaterade till stoft som kretsar kring WD 1145+017.
| Planet | Massa        | Halv storaxel (AE) | Siderisk omloppstid (d) | Excentricitet | Inklination | Radie      |
| ------ | ------------ | ------------------ | ----------------------- | ------------- | ----------- | ---------- |
| b      | 0,0006678 M🜨 | ca 0,005           | 0,1875 ± 0,04           | -             | 89°         | ca 0,15 R🜨 |